# Kenneth Roth

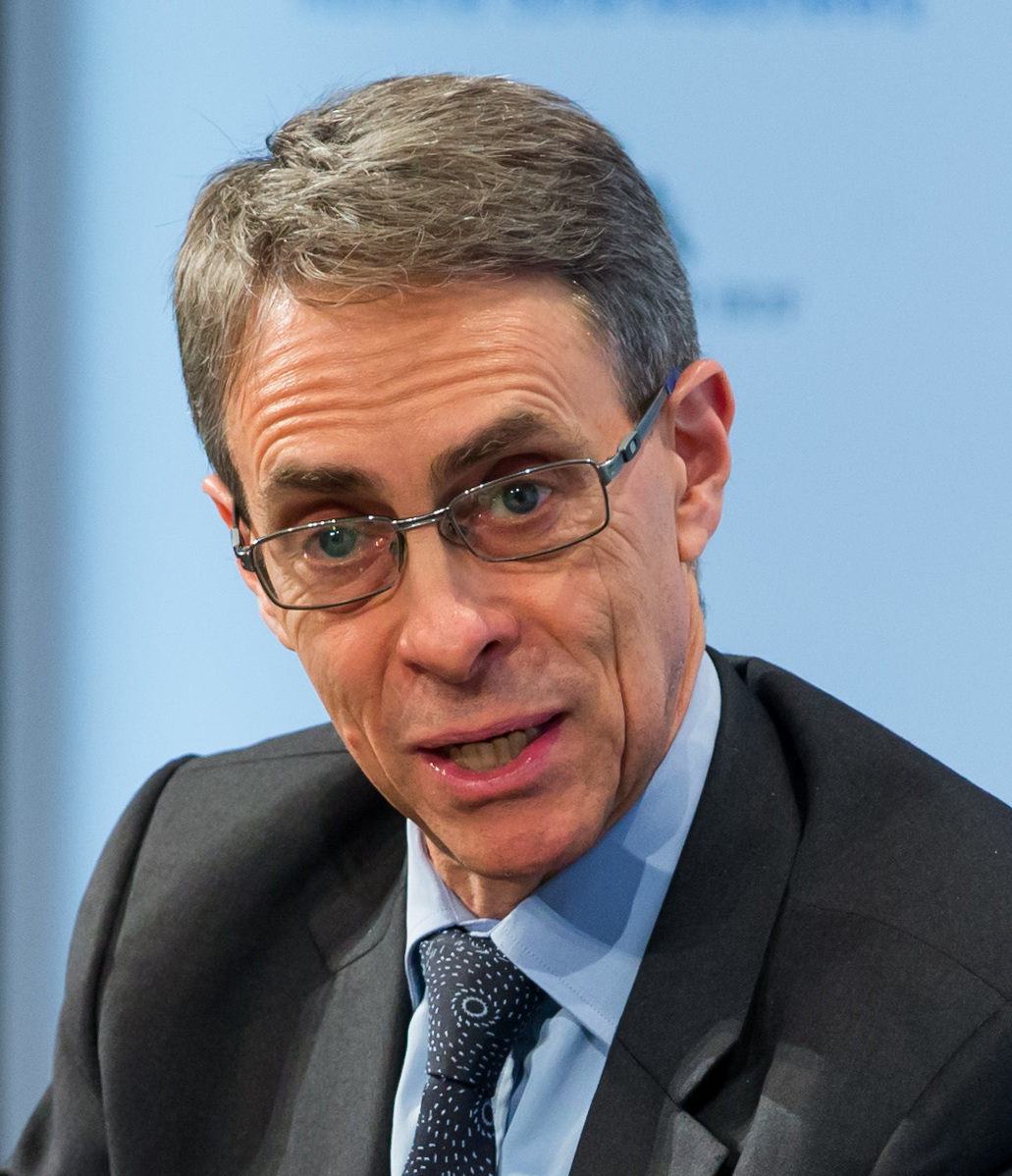
Roth während der 54. MSC 2018

Kenneth Roth (* 23. September 1955 in Elmhurst, Illinois) ist ein US-amerikanischer Jurist und war von 1993 bis 2022 Geschäftsführer (Executive Director) von Human Rights Watch.

## Leben
Roths Familie stammt ursprünglich aus Deutschland, sein Großvater arbeitete als Metzger in Frankfurt am Main. Sein Vater war Jude und floh 1938 vor den Nationalsozialisten in die Vereinigten Staaten. Laut Roth entwickelte er dadurch früh Interesse für Menschenrechtsfragen.
Roth absolvierte ein Studium der Rechtswissenschaften an der Brown University, das er 1977 mit dem M.C.L. abschloss. Danach besuchte er die Yale Law School, wo ihm 1980 der Juris Doctor verliehen wurde. Im Folgejahr erhielt er seine Anwaltslizenz und war bis 1983 als Prozessanwalt in der Kanzlei Paul, Weiss, Rifkind, Wharton & Garrison tätig. Anschließend ermittelte er bis 1987 als Federal Prosecutor für die Bundesstaatsanwaltschaft in Manhattan. Er war unter anderem an der Untersuchung über die Iran-Contra-Affäre in Washington beteiligt. 

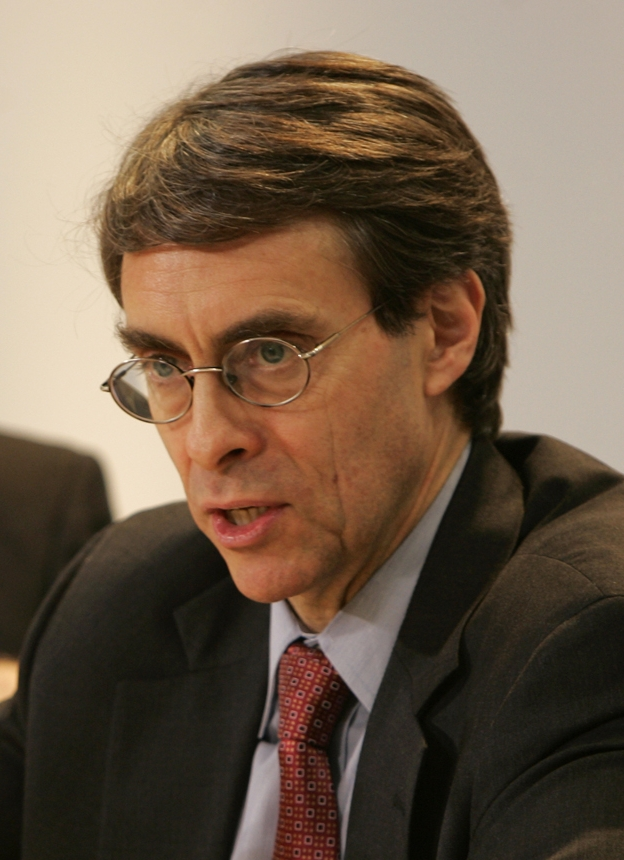
Kenneth Roth (2008)

Nach zunächst ehrenamtlichem Engagement in Menschenrechtsfragen arbeitete Roth als hauptamtlicher Mitarbeiter der Menschenrechtsorganisationen Helsinki Watch und America's Watch. Nach deren Fusion 1987 zu Human Rights Watch wurde Roth stellvertretender Direktor der Organisation. 1993 trat er die Nachfolge von Aryeh Neier an und wurde dort Geschäftsführer. Roth publiziert außerdem über Menschenrechtsthemen, hält Vorträge und wird regelmäßig in den Medien zitiert. Am 31. August 2022 legte Roth sein Amt als Geschäftsführer bei Human Rights Watch nieder.
Ein Artikel von Michael Massing aus dem Jahr 2022 in The Nation berichtete, dass Roth ein Stipendium am Carr Center for Human Rights Policy an der Harvard Kennedy School aufgrund seiner Haltung bei Human Rights Watch zu Israel verweigert wurde. Die Entscheidung der Harvard Kennedy School wurde von der ACLU, Pen America und anderen Menschenrechtsaktivisten verurteilt.
Ende Januar 2023 hat Douglas Elmendorf als Dekan der Kennedy School for Government an der Harvard University seine Entscheidung vom letzten Herbst zurückgenommen und Kenneth Roth eine Fellowship an der renommierten Institution zuerkannt. Konkret geht es um einen Posten am «Carr Center for Human Rights Policy», einer der zahlreichen Institutionen unter dem Schirm der Kennedy School. In einer Presseerklärung ging Elmendorf nicht näher auf sein ursprüngliches Veto ein und sprach von einem «Irrtum», den er nach Rücksprache mit nicht näher erklärten «wichtigen Personen» nun korrigiere. «Spender» hätten mit seiner Ablehnung von Roth jedenfalls nichts zu tun gehabt und generell keinen Einfluss auf Entscheidungen an der Kennedy School.
Roth führte die überraschende Wende auf das starke Echo in der Öffentlichkeit und Proteste von Lehrenden, Studenten und Angestellten der Harvard University zurück, die einen Aufruf an Elmendorf unterschrieben hatten, der diesen zum Rücktritt von seiner Position als Dekan aufforderte.
Roth ist verheiratet und hat zwei Kinder. Er lebt mit seiner Familie in New York.

## Auszeichnungen (Auswahl)
- 2004: Jean Mayer Global Citizenship Award
- 2005: Theodor-Heuss-Preis (für Human Rights Watch)
- 2008: UN Human Rights Prize (für Human Rights Watch)
- 2009: William Rogers Award
- 2009: Ehrendoktortitel des Bowdoin College
- 2010: Ehrendoktortitel der University of Ottawa und der Brown University